# La Goulette
La Goulette este un oraș în Tunisia, în guvernoratul Tunis.

## Personalități născute aici
- Gisèle Halimi (1927 - 2020), activistă, politician;
- Claudia Cardinale (n. 1938), actriță italiană;
- Jean-Paul Fitoussi (1942 - 2022), economist, sociolog francez.